# II. Ferenc breton herceg
II. Ferenc (1433. június 23. – Couëron, 1488. szeptember 9.), Bretagne uralkodó hercege. Bretagne-i Anna apja.

## Élete

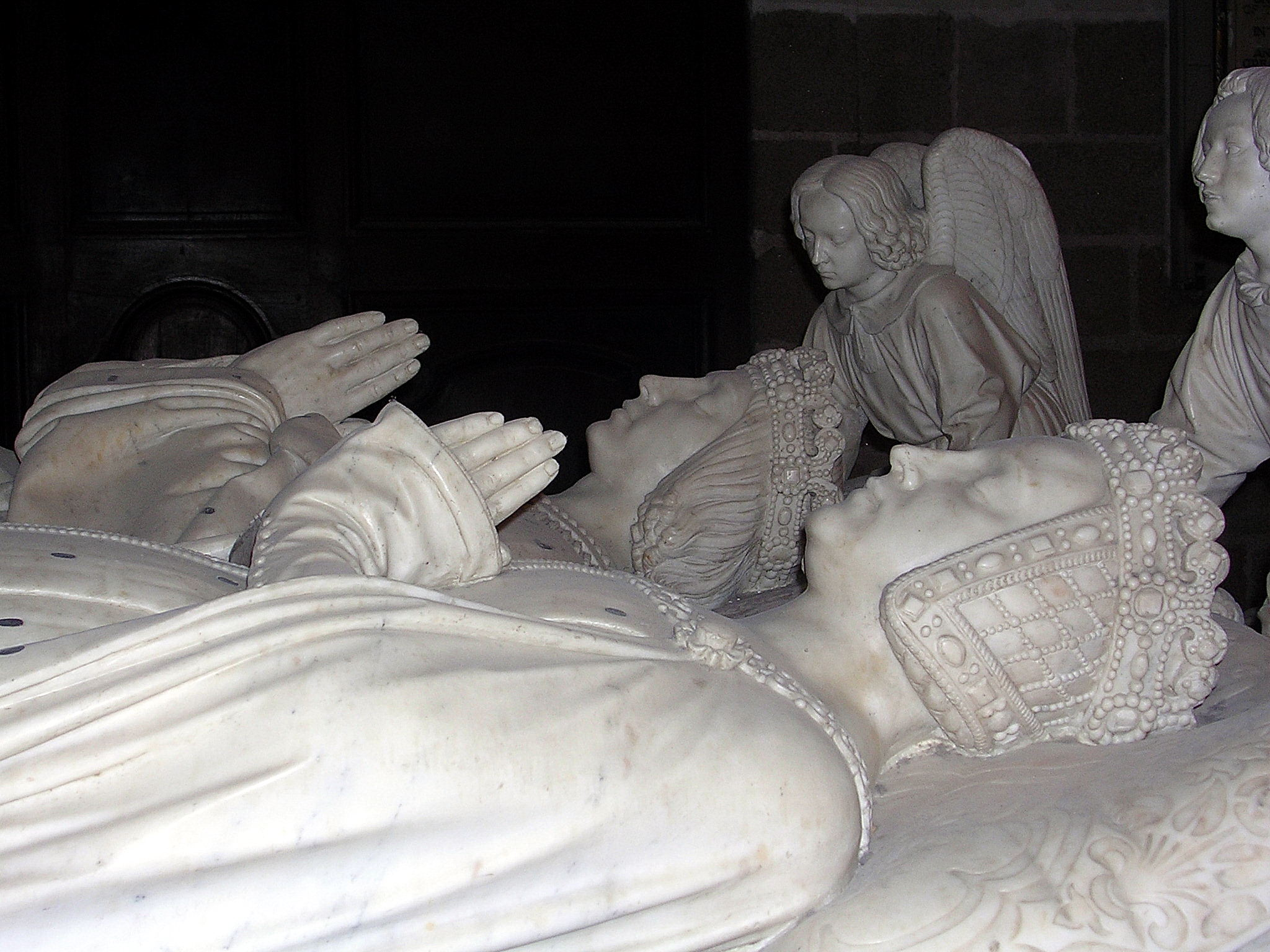
II. Ferenc és felesége Foix Margit síremléke

Édesapja Richárd breton herceg és Étampes grófja, aki V. János breton herceg és Johanna navarrai hercegnő fiaként II. Károly navarrai király unokája.
Édesanyja Margit francia hercegnő, Lajos,  Orléans hercege és Franciaország régense, valamint Visconti Valentina leánya.
Miután 1458. december 26-án meghalt a gyermektelen III. Artúr herceg, annak unokaöccseként Ferenc örökölte a trónt. Uralkodása alatt Ferenc többször szövetkezett és háborúzott a francia király ellen Bretagne szuverenitását védelmezendő.

## Gyermekei
- Ferenc első felesége unokatestvére, Margit breton hercegnő volt, I. Ferenc breton herceg lánya, akit 1455. november 13/16-án Vannes-ban vett feleségül. 1 fiú:
  - Ferenc (1463. június 29. – 1463. augusztus 25.)
- Második felesége Foix Margit navarrai királyi hercegnő (infánsnő) volt, 2 leány:
  - Anna (1477. január 25 – 1514. január 9.), Bretagne uralkodó hercegnője, kétszeres francia királyné, 1. férje Habsburg Miksa, formális házasság, 2. férje VIII. Károly francia király, gyermekei mind meghaltak kiskorukban, 3. férje XII. Lajos francia király, akitől két, felnőttkort megért leány született, és akiktől maradtak utódai
  - Izabella (1481–1490)